# زوران (تاجیکستان)
زوران (به لاتین: Zavron) یک منطقهٔ مسکونی در تاجیکستان است که در ولایت سغد واقع شده‌است.